# Jan Harlan
Jan Arnald (11 de gener de 1963), qui signa a vegades com Arne Dahl, és un escriptor i crític literari suec. Doctor en Teoria de la Literatura, exerceix com a escriptor i editor en diverses revistes de literatura del seu país. També ha escrit diverses novel·les policíaques.
Quan escriu novel·la negra, Jan Arnald ho fa sota el pseudònim Arne Dahl (de fet, el seu nom real no es va revelar fins al 2002). Amb aquest àlies, Arnald ha escrit 13 llibres. D'aquests, els primers onze constitueixen la sèrie Intercrime, en la qual s'explica la història de l'agent Paul Hjelm i el «Grup A», una unitat especial de recerca de la policia de Suècia. Aquestes novel·les han estat traduïdes a més de vint idiomes, donant-li fama internacional; també s'han fet pel·lícules dels cinc primers llibres de la sèrie. Les altres dues novel·les, que ja no pertanyen a la sèrie, tracten sobre «OpCop», un grup europeu format per antics membres del «Grup A» al costat d'altres persones.
Amb el seu nom real, Jan Arnald ha escrit obres d'altres gèneres. Va debutar amb la novel·la Chiosmassakern el 1990, i cinc anys més tard, va finalitzar la seva tesi de doctorat Genrernas tyranni (‘La tirania dels gèneres'). Tant la seva tesi com la novel·la Maria och Artur, que Arnald escriuria més tard, tracten sobre Artur Lundkvist, un escriptor suec del segle xx. Arnald ha escrit també un llibre de contes, Klä i ord, publicat el 1997. En total, ha escrit —amb el seu nom real— vuit llibres.
Arnald treballa com a crític per al periòdic Dagens Nyheter i és redactor de la revista Aiolos. En el passat, Arnald va ser redactor d'Arts, una revista de l'Acadèmia Sueca; també ha treballat com a crític per als periòdics Göteborgs-Posten i Aftonbladet. Ha rebut diversos premis pels seus llibres, com el Premi Palle Rosenkrantz 2003 per Europa Blues, un premi especial de Svenska Deckarakademin el 2007 pels seus deu llibres sobre el «Grup A», el Radio Bremen Krimipreis 2010 i el premi de la Svenska Deckarakademin de 2011 a la «millor novel·la policíaca sueca de l'any» concedit a Viskleken.

## Obres

### Com Arne Dahl

#### Sèrie sobre el «Grup A»
- El que sembra sang (Ont blod en suec, publicat el 1998,[1] tracta esdeveniments de 1998)[9]
- Misteriós (Misterioso en suec, publicat el 1999, tracta esdeveniments de 1997)[9]
- Upp till toppen av berget (publicat el 2000,[1] tracta esdeveniments de 1999)[9]
- Europa Blues (publicat el 2001, tracta esdeveniments del 2000)[9]
- De största vatten (publicat el 2002,[1] tracta esdeveniments del 2001)[9]
- En midsommarnattsdröm (publicat el 2003, tracta esdeveniments del 2002)[9]
- Dödsmässa (publicat el 2004,[1] tracta esdeveniments del 2003)[9]
- Mörkertal (publicat el 2005, tracta esdeveniments del 2004)[9]
- Efterskalv (publicat el 2006,[1] tracta esdeveniments del 2005)[9]
- Himmelsöga (publicat el 2007,[1] tracta esdeveniments del 2006)[9]
- Elva (publicat el 2008,[1] tracta esdeveniments del 2007 i 1713-1737)[10]

#### Sèrie sobre OpCop
En aquesta sèrie, Arnald planeja escriure en total quatre llibres.
- Viskleken (publicat el 2011)
- Hela havet stormar (publicat el 2012)[11][12]

### Com Jan Arnald
- Chiosmassakern (novel·la, 1990)[1][13]
- Nalkanden (col·lecció de contes, 1992)
- Genrernas tyranni (tesi de doctorand, 1995)
- 3 variationer (prosa, 1996)
- Klä i ord (relats, 1997)
- Barbarer (novel·la, 2001)
- Maria och Artur (novel·la, 2006)
- Intimus (novel·la, 2010)

## Sèrie de televisió i pel·lícules
Des del 25 de desembre de 2011 s'han realitzat una sèrie de pel·lícules i minisèries basades en les novel·les de Jan Arland (Arne Dahl).